# Todd Field

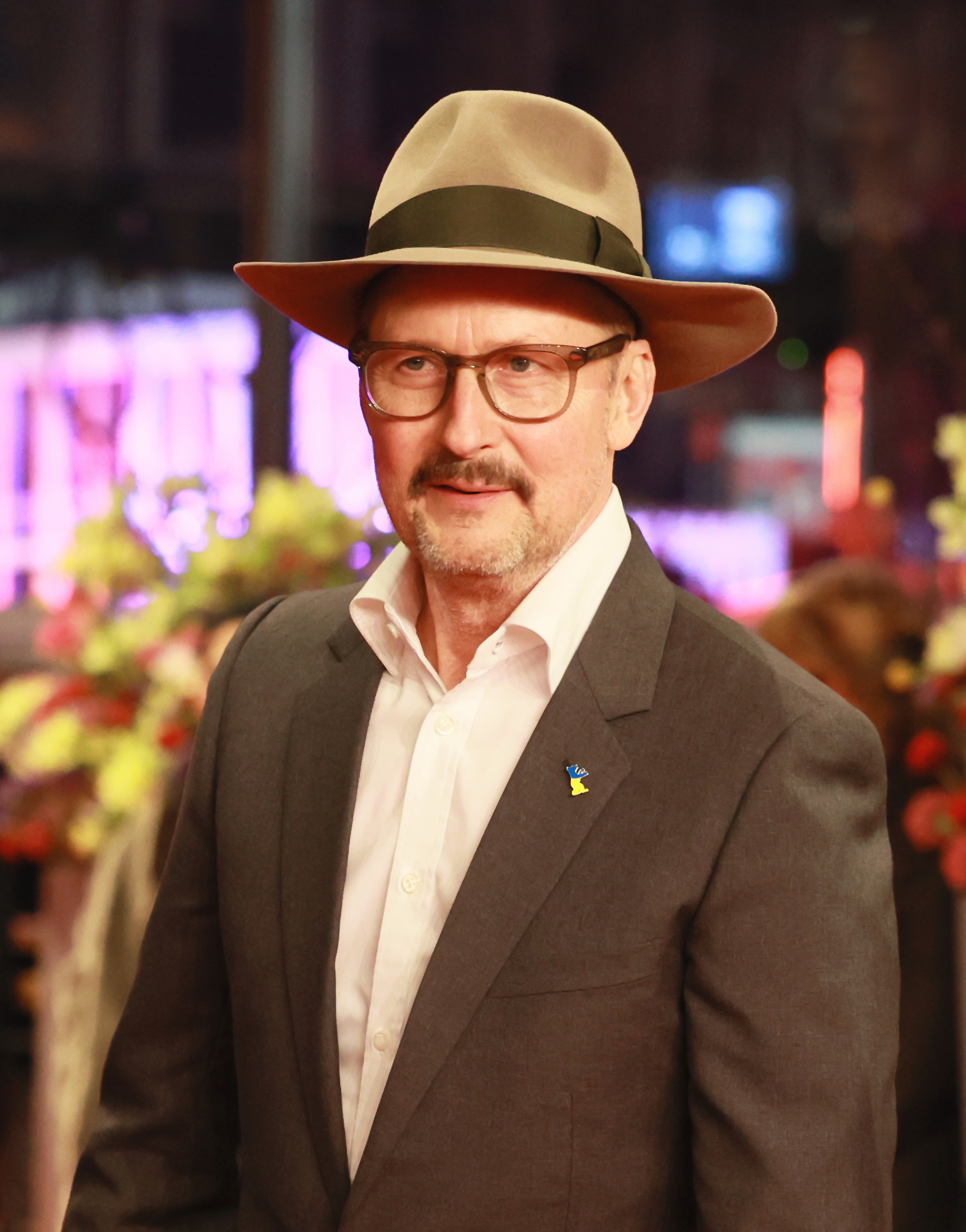
Todd Field (Berlinale 2023)

William Todd Field (* 24. Februar 1964 in Pomona, Kalifornien) ist ein US-amerikanischer Schauspieler, Filmregisseur, Drehbuchautor, Filmproduzent und Filmkomponist.

## Biografie

### Schauspielkarriere
Todd Field wurde 1964 als William Todd Field in Pomona, im Los Angeles County, geboren und wuchs mit zwei älteren Halbgeschwistern und seiner zwei Jahre jüngeren leiblichen Schwester Kelli in Portland, Oregon, auf. Nach seinem High-School-Abschluss begann sich Field für die Schauspielerei zu erwärmen. Er verzichtete zu Gunsten einer Schauspielausbildung auf den Besuch eines Colleges und ging nach New York, wo der Jazz-Begeisterte mit der Ark Theatre Company auftrat und sich auch als Musiker verdingte. An eine erste Gastrolle im US-amerikanischen Fernsehen gelangte Field 1986 in der ABC-Sitcom Head of the Class (1986–1991). Ein Jahr später erhielt er eine wiederkehrende Rolle in Barnet Kellmans Fernsehserie Take Five mit George Segal, die jedoch nach nur zwei gesendeten Episoden vom Fernsehsender CBS eingestellt wurde. Ebenfalls im Jahr 1987 feierte Field sein Debüt im US-amerikanischen Kino mit einer Nebenrolle als Sänger in Woody Allens preisgekrönter Tragikomödie Radio Days, die einen nostalgischen Blick auf die goldene Ära des Radios wirft und wurde für die Hauptrolle in dem Fernsehfilm Die Herzensbrecher von der letzten Bank verpflichtet. In der Komödie von Mollie Miller mimt er an der Seite von Viveka Davis einen strebsamen und unbeliebten High-School-Schüler, der sich der Identität eines ausländischen Austauschschülers annimmt, um so in den Blickpunkt seiner Mitschüler zu rücken. Nach Nebenrollen in mehreren B-Movies und größeren Produktionen wie Roland Joffés Drama Die Schattenmacher (1989) und Steve Rashs Komödie Geboren in Queens (1991) in denen er u. a. mit Paul Newman, John Cusack, Laura Dern, Kevin Bacon und John Malkovich zusammenarbeitete, folgte 1993 sein Durchbruch als Schauspieler mit der männlichen Hauptrolle in Victor Nuñez’ Ruby in Paradise. In dem Drama mimt Field als sanftmütiger und belesener Kunstgärtner Mike das Objekt der Begierde von Titelheldin Ashley Judd. Dafür wurde er 1994 als bester Nebendarsteller für den Independent Spirit Award nominiert. An diesen Erfolg anzuknüpfen gelang ihm nicht, obwohl er in den folgenden Jahren ebenso Rollen in Hollywood-Blockbustern (Twister, 1996; Das Geisterschloss, 1999), wie im Kunstkino (Eyes Wide Shut, 1999) oder im US-amerikanischen Fernsehen (Chicago Hope, 1995; Noch mal mit Gefühl, 2000) bekleidete. Als eine seiner herausragenden schauspielerischen Leistungen gilt die Rolle des Jimmy in Scott Ziehls Independentfilm Broken Vessels (1998). In dem Drama, das in Los Angeles angesiedelt ist, mimt er an der Seite von Jason London einen zynischen, korrupten und drogensüchtigen Ambulanzwagenfahrer.

### Filmregie

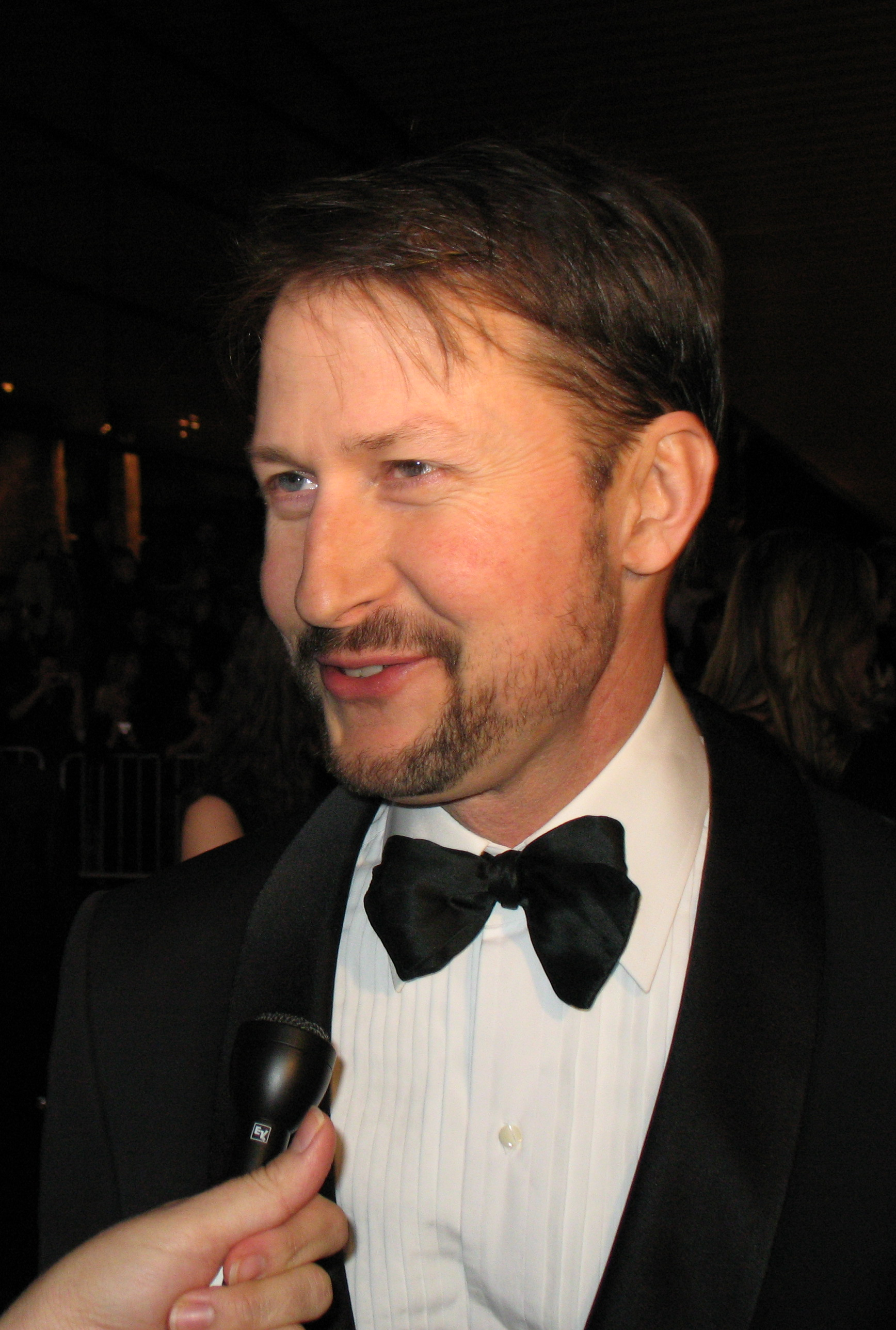
Todd Field (2007)

Neben seiner Arbeit als Schauspieler wurde Todd Field von den beiden Regisseuren Carl Franklin und Victor Nunez bestärkt, sich im Herbst 1992 als Filmregisseur am American Film Institute (AFI) ausbilden zu lassen. Im selben Jahr feierte Field sein Regiedebüt mit dem Kurzfilm Too Romantic, den er mit seiner gemeinsam mit Matthew Modine gegründeten Produktionsgesellschaft Mercury Films produzierte. Ein Jahr darauf folgten drei weitere Kurzfilme in Schwarzweiß, darunter das Drama Delivering, eine Adaption der gleichnamigen Kurzgeschichte von Andre Dubus und der gemeinsam mit Matthew Modine inszenierte When I Was A Boy. Dieser 17-minütige Kurzfilm wurde vom Lincoln Center in die Reihe New Directors/New Films aufgenommen und im Museum of Modern Art in New York gezeigt. Nach seinem Studienabschluss am AFI im Jahr 1994, in Los Angeles, konnte er ein Jahr später mit dem Kurzfilm Nonnie & Alex an den vorangegangenen Erfolg anknüpfen. Das Drama um einen Jungen, der mit Hilfe einer Freundin den Krebstod seiner Mutter zu verarbeiten versucht, brachte Field 1995 u. a. den Spezialpreis der Jury auf dem Sundance Film Festival und den Franklin J. Schaffner Fellow-Preis des American Film Institutes ein. 1999 führte er Regie bei der Fernsehserie Noch mal mit Gefühl, ehe er zwei Jahre später seinen ersten Langspielfilm inszenierte. Für In the Bedroom (2001) stand erneut eine Kurzgeschichte von Andre Dubus Pate, die der Filmemacher gemeinsam mit Drehbuchautor Robert Festinger für die Kinoleinwand adaptierte. Im Mittelpunkt steht ein gutbürgerliches Ehepaar aus einer Kleinstadt im US-Bundesstaat Maine, dass mit dem gewaltsamen Tod des einzigen Sohnes konfrontiert wird. Der nur in wenigen Wochen abgedrehte, etwa 1,7 Mio. US-Dollar teure Independentfilm, mit so renommierten Darstellern wie Sissy Spacek, Tom Wilkinson und Marisa Tomei in den Hauptrollen, avancierte bei Kritikern und Publikum in den USA zum Überraschungserfolg. Die New York Times lobte Field für seine außergewöhnlich reich detaillierte und tief bewegende Arbeit. In Deutschland schrieb Der Spiegel, die Regiearbeit sei voller magischer Momente, die einem auch noch Tage später nicht aus dem Kopf gehen. In the Bedroom wurde mit 27 Festival- und Kritikerpreisen ausgezeichnet, darunter die Preise des National Board of Review in der Kategorie Regie und Drehbuch und die Auszeichnung der New Yorker Filmkritiker für das beste Erstlingswerk. 2002 (offizielle Zählung 2001) war der Film für fünf Oscars nominiert, darunter in der Kategorie bester Film, blieb aber unprämiert.

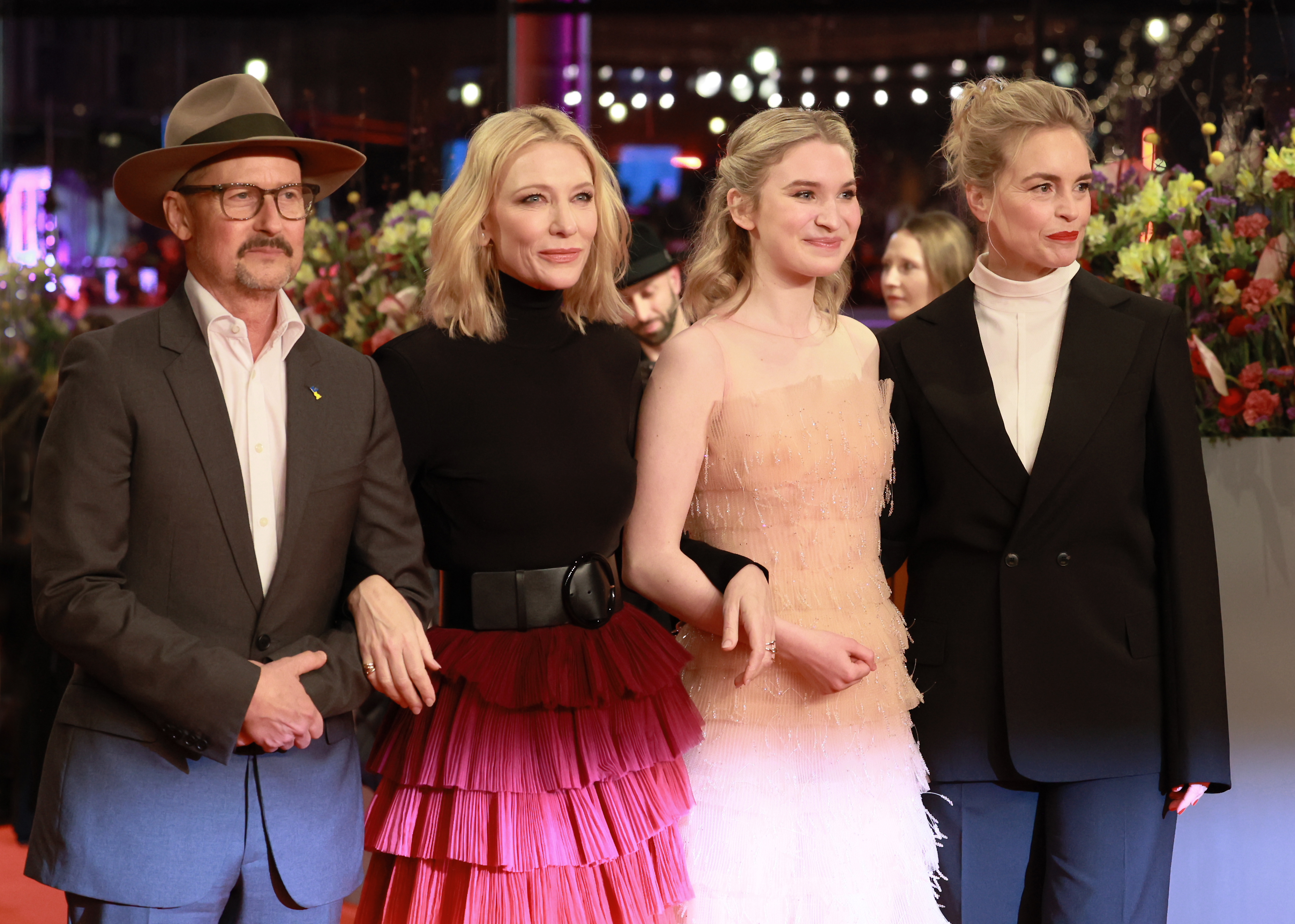
Todd Field, Cate Blanchett, Sophie Kauer und Nina Hoss bei der Berlinale 2023

Nach dem Erfolg von In the Bedroom, führte Todd Field 2005 bei der Episode Cheyenne, WY der Fantasyserie Carnivàle Regie, ehe er 2006 seinen zweiten Spielfilm inszenierte. Little Children, die Verfilmung des gleichnamigen Romans von Tom Perrotta, ist eine Chronik über das Auseinanderbrechen der US-amerikanischen Mittelschicht. Wie schon in seiner ersten Kinoarbeit wird auch hier die Familiendynamik durch die Einwirkung von außen gestört. Ein verheirateter Familienvater (gespielt von Patrick Wilson), verliebt sich in eine alleinerziehende Mutter (Kate Winslet), die ebenso unglücklich verheiratet und beruflich gescheitert ist wie er. Mit der verbotenen Liebesbeziehung einher geht das Eintreffen eines Pädophilen in Bostoner Vorstadt mit Spielplätzen und Swimmingpools. Das Drama in weiteren Rollen mit Jennifer Connelly, Noah Emmerich und Phyllis Somerville besetzt, wurde Ende Juli 2005 in Maine, Massachusetts, New Jersey, New York und Rhode Island gedreht und startete am 6. Oktober 2006 in den US-amerikanischen Kinos. 
Mit seiner zweiten Regiearbeit für das Kino konnte Field an den Erfolg von In the Bedroom anknüpfen und die Kritik lobte ihn als einen der am meisten literarischen US-amerikanischen Filmemacher. Field sei einer derjenigen, die versuchen würden eine visuelle Sprache zu der doppelbödigen Einfachheit der zeitgenössischen, realistischen Romanliteratur zu entdecken. Bei der Golden-Globe-Verleihung 2007 erhielt der Film drei Nominierungen, u. a. als beste Filmdrama, während Field und Perrotta für das Drehbuch Nominierungen für den Oscar und den Preis der Writers Guild of America gewannen und von der Filmkritikervereinigung von San Francisco ausgezeichnet wurden.
Nach einer Schaffenspause von 15 Jahren als Filmemacher, realisierte Field im Jahr 2022 den Musikfilm Tár mit Cate Blanchett in der Titelrolle. Für die US-amerikanisch-deutsche Koproduktion erhielt er seine erste Einladung in den Wettbewerb der Internationalen Filmfestspiele von Venedig.

## Vermischtes
Todd Field ist seit 1986 mit Serena Rathbun, der Tochter des preisgekrönten US-amerikanischen Drehbuchautors Bo Goldman (Einer flog über das Kuckucksnest, 1975; Melvin und Howard, 1980), verheiratet. Sie stand ihm bei Too Romantic und Delivering als Kostümdesignerin zur Seite und verfasste das Filmskript von Nonnie & Alex. Gemeinsam haben sie drei Kinder, darunter Tochter Alida P. Field (* 1987) und Henry Rathbun Field (* 1993), die in Nebenrollen in In the Bedroom bzw. Little Children auftraten. Neben der Arbeit als Schauspieler, Filmregisseur und Drehbuchautor war Field an seinen eigenen Projekten auch sporadisch als Filmkomponist oder Kameraschwenker beteiligt. Als Filmproduzent trat er u. a. bei Craig Sheffers Tragikomödie American Crude (2005) oder Mia Goldmans Drama Open Window (2006) in Erscheinung.

## Filmografie

### Schauspieler (Auswahl)
- 1986: Head of the Class (Fernsehserie)
- 1987: Radio Days
- 1987: Take Five (Fernsehserie)
- 1987: Die Herzensbrecher von der letzten Bank (Student Exchange, TV)
- 1988: Roseanne (Fernsehserie, Episode: D-I-V-O-R-C-E)
- 1989: Verraten in Vietnam (Eye of the Eagle 2: Inside the Enemy)
- 1989: Die Schattenmänner (Fat Man and Little Boy)
- 1989: Liebe, Stress und Fieberkurven (Gross Anatomy)
- 1991: Geboren in Queens (Queens Logic)
- 1993: Ruby in Paradise
- 1993: The Dog (Kurzfilm)
- 1994: Das Komplott der Mörder (Jonathan Stone: Threat of Innocence, TV)
- 1995: Chicago Hope – Endstation Hoffnung (Chicago Hope, Fernsehserie, Episode: Heartbreak)
- 1996: Walking and Talking
- 1996: Twister
- 1997: Farmer und Chase (Farmer & Chase)
- 1998: Broken Vessels
- 1999: Eyes Wide Shut
- 1999: Das Geisterschloss (The Haunting)
- 2000: Net Worth – Die Macht des Geldes (Net Worth)
- 2000: Am Anfang war ein Mord (Stranger Than Fiction)
- 1999–2001: Noch mal mit Gefühl (Once & Again, Fernsehserie)
- 2001: New Port South
- 2001: Beyond the City Limits
- 2002–2003: Aqua Teen Hunger Force (Fernsehserie)
- 2005: The Second Front

### Regisseur
- 1992: Too Romantic (Kurzfilm)
- 1993: Delivering (Kurzfilm)
- 1993: When I Was a Boy (Kurzfilm)
- 1993: The Dog (Kurzfilm)
- 1995: Nonnie & Alex (Kurzfilm)
- 1999: Noch mal mit Gefühl (Once & Again, Fernsehserie)
- 2001: In the Bedroom
- 2005: Carnivàle (Fernsehserie, Episode: Cheyenne, WY)
- 2006: Little Children
- 2022: Tár

### Drehbuchautor
- 1992: Too Romantic (Kurzfilm)
- 1993: Delivering (Kurzfilm)
- 1993: When I Was a Boy (Kurzfilm)
- 2001: In the Bedroom
- 2006: Little Children
- 2022: Tár

### Produzent
- 1998: Broken Vessels
- 2001: In the Bedroom
- 2005: American Crude
- 2006: Open Window
- 2006: Little Children
- 2006: The Ninth Man
- 2022: Tár

### Filmkomponist
- 1989: Ausweglos (Nowhere to Run)
- 1989: Liebe, Stress und Fieberkurven (Gross Anatomy)
- 1993: Ruby in Paradise
- 1993: The Dog (Kurzfilm)
- 1998: Broken Vessels

## Auszeichnungen

### Oscar
- 2002: nominiert in den Kategorien Bester Film und Bestes adaptiertes Drehbuch für In the Bedroom
- 2007: nominiert in der Kategorie Bestes adaptiertes Drehbuch für Little Children mit Tom Perrotta.
- 2023: nominiert in den Kategorien Bester Film, Beste Regie und Bestes Originaldrehbuch für Tár.

### Golden Globe Award
- 2007: nominiert in der Kategorie Bestes Drehbuch für Little Children mit Tom Perrotta
- 2023: nominiert in der Kategorie Bestes Drehbuch für Tár

### Weitere
AFI Awards
- 2002: nominiert in den Kategorien Bester Film, Beste Regie und Bestes Drehbuch für In the Bedroom

AFI Fest
- 2001: nominiert für den Großen Preis der Jury für In the Bedroom

American Film Institute
- 1995: Franklin J. Schaffner Fellow-Preis für Nonnie & Alex
- 2002: Franklin J. Schaffner-Preis

Aspen Shortsfest
- 1995: Bester Kurzfilm für Nonnie & Alex

Bodil
- 2003: nominiert in der Kategorie Bester amerikanischer Film für In the Bedroom

Broadcast Film Critics Association Awards
- 2007: nominiert in der Kategorie Bestes Drehbuch für Little Children

Chicago Film Critics Association Awards
- 2002: Bester Nachwuchsregisseur für In the Bedroom
- 2006: nominiert in der Kategorie Bestes adaptiertes Drehbuch für Little Children

Deauville Film Festival
- 2002: nominiert für den Großen Spezialpreis für In the Bedroom

Gotham Awards
- 2006: nominiert in der Kategorie Bester Film für Little Children

Independent Spirit Awards
- 1994: nominiert als Bester Nebendarsteller für Ruby in Paradise
- 2002: Bestes Erstlingswerk, nominiert in der Kategorie Bestes Drehbuch für In the Bedroom

London Film Festival
- 2001: Satyajit Ray-Preis und Sutherland Trophy – Lobende Erwähnung für In the Bedroom

Montréal World Film Festival
- 2001: FIPRESCI-Preis – Besondere Auszeichnung, nominiert für den Grand Prix des Amériques für In the Bedroom

National Board of Review
- 2001: Beste Regie und Bestes Drehbuch für In the Bedroom

New York Film Critics Circle Awards
- 2001: Bestes Erstlingswerk für In the Bedroom

Online Film Critics Society Awards
- 2002: nominiert in den Kategorien Beste Regie, Bestes adaptiertes Drehbuch und Bester Nachwuchsfilmemacher für In the Bedroom
- 2007: nominiert in der Kategorie Bestes adaptiertes Drehbuch für Little Children

Palm Springs International Film Festival
- 2007: Visionary Award für Little Children

Paris Film Festival
- 2000: nominiert für den Großen Preis für In the Bedroom

San Francisco Film Critics Circle
- 2006: Bestes adaptiertes Drehbuch für Little Children

Satellite Awards
- 2002: Bestes adaptiertes Drehbuch für In the Bedroom
- 2006: nominiert in der Kategorie Bestes adaptiertes Drehbuch für Little Children

Sundance Film Festival
- 1995: Spezialpreis der Jury für Nonnie & Alex
- 2002: nominiert für den Großen Preis der Jury für In the Bedroom

USC Scripter Award
- 2002: nominiert in der Kategorie Bestes adaptiertes Drehbuch für In the Bedroom

Writers Guild of America
- 2007: nominiert in der Kategorie Bestes adaptiertes Drehbuch für Little Children